# Рудичика (Тимиш)
Рудичика (рум. Rudicica) насеље је у Румунији у округу Тимиш у општини Мошница Ноуа. Oпштина се налази на надморској висини од 88 m.

## Становништво
Према подацима из 2002. године у насељу је живело 48 становника.

### Попис2002.
| Расподела становништва по националности 2002.‍ | Расподела становништва по националности 2002.‍ | Расподела становништва по националности 2002.‍ | Расподела становништва по националности 2002.‍ | Расподела становништва по националности 2002.‍ |
| --------------------------------------------- | --------------------------------------------- | --------------------------------------------- | --------------------------------------------- | --------------------------------------------- |
|                                               |                                               |                                               |                                               |                                               |
| Румуни                                        | Румуни                                        |                                               | 40                                            | 83,3%                                         |
| Мађари                                        | Мађари                                        |                                               | 8                                             | 16,7%                                         |